# Анвил (Кентаки)
Анвил (енгл. Annville) насељено је место без административног статуса у америчкој савезној држави Кентаки.

## Демографија
По попису из 2010. године број становника је 1.095, што је 506 (85,9%) становника више него 2000. године.
| Група             | 2000.       | 2010.         |
| Белци             | 583 (99,0%) | 1.070 (97,7%) |
| Афроамериканци    | 0 (0,0%)    | 1 (0,1%)      |
| Азијати           | 0 (0,0%)    | 0 (0,0%)      |
| Хиспаноамериканци | 1 (0,2%)    | 17 (1,6%)     |
| Укупно            | 589         | 1.095         |